# Olivier Tallec
Olivier Tallec est un auteur de jeunesse et illustrateur français, né le 28 août 1970 à Morlaix.

## Biographie
Olivier Tallec a suivi des cours à l'École supérieure des arts appliqués Duperré à Paris. Il a illustré de nombreux articles de presse (pour Libération, Le Monde, Elle, XXI, etc.) et publié un grand nombre d'albums jeunesse, traduits dans de nombreux pays, dont il écrit parfois le texte.
Il illustre plusieurs séries dont Rita et Machin(avec Jean-Philippe Arrou-Vignod), aux éditions Gallimard Jeunesse, qui sera adaptée par NHK pour la télévision japonaise et française et au grand écran avec une série de 10 courts-métrages,.
Il a travaillé aussi sur Grand Loup et Petit Loup (série écrite par Nadine Brun-Cosme) aux éditions Flammarion-Père Castor, la série des QuiQuoi (avec Laurent Rivelaygue) aux éditions Actes Sud Junior (série animée en cours de production pour France Télévision), ou encore la série Cake & Monkey  avec Drew Daywalt chez l'éditeur américain Scholastic.
Il se lance également dans le dessin d'humour avec Bonne journée, Bonne continuation et Je reviens vers vous parus aux éditions Rue de Sèvres.
En 2013, la Poste fait appel à lui pour la création de quatre timbres .
Plusieurs de ses ouvrages ont été traduits aux États-Unis, dont sa série Qui quoi ou l'album Blob l’animal le plus laid du monde qu'il a illustré, sur un texte de Joy Sorman, et en Corée du sud, les premiers albums de sa série Grand Loup et Petit Loup, écrite par Nadine Brun-Cosme, sont traduits dès 2008.
Il vit et travaille à Paris.

## Distinctions
- Premio nazionale Nati per Leggere 2014[9] du Salon international du livre (Turin) pour Grand Loup et Petit Loup, qu'il a illustré, sur un texte de Nadine Brun-Cosme.
- Prix Landerneau Jeunesse 2014 pour Louis 1er roi des moutons
- Prix jeunesse des libraires du Québec 2016[10] pour Moi devant, qu'il a illustré, sur un texte de Nadine Brun-Cosme.
- Finaliste Prix des libraires du Québec Jeunesse 2021[11] (Catégorie hors Québec, 6-11 ans) pour Dagfrid : des brioches sur les oreilles, qu'il a illustré, sur un texte de Agnès Mathieu-Daudé

## Publications

### Séries
- Mon imagier, Gallimard Jeunesse, coll. « Éveil musical », livres et CD, 2000
  - Mon imagier sonore, 2000
  - Mon imagier des amusettes, 2001
  - Mon imagier des animaux sauvages, 2002
  - Mon imagier des rondes, 2003
  - Mon imagier de l’alphabet, texte de Bernard Davois, 2005
  - Mon imagier des comptines à compter, 2006

- Grand Loup et Petit Loup, texte de Nadine Brun-Cosme, Flammarion-Père Castor, 2005-2010
  - Grand Loup et Petit Loup, 2005 -  Premio nazionale Nati per Leggere 2014
  - Grand Loup et Petit Loup. La petite feuille qui ne tombait pas, 2007
  - Grand Loup et Petit Loup. Une si belle orange[4], 2010

- Rita et Machin, texte de Jean-Philippe Arrou-Vignod, Gallimard jeunesse, 2006-2013
  1. Rita et Machin[12], 2006
  2. Rita et Machin à l'école, 2006
  3. Le Dimanche de Rita et Machin, 2006
  4. Rita et Machin à la plage, 2006
  5. Le Noël de Rita et Machin, 2006
  6. Le Pique-nique de Rita et Machin, 2007
  7. Les Courses de Rita et Machin, 2007
  8. L'Invité de Rita et Machin, 2007
  9. Rita et Machin à la piscine, 2008
  10. La Cachette de Rita et Machin, 2008
  11. Rita et Machin. La niche, 2009
  12. Rita et Machin. L'anniversaire, 2010
  13. Le Baby-sitting de Rita et Machin, 2011
  14. Rita et Machin au zoo, 2011
  15. Rita et Machin partent en vacances, 2012
  16. Joyeux Noël Rita et Machin, 2012
  17. Joyeuses Pâques Rita et Machin, 2013

- Le Slip de bain, texte de Charlotte Moundlic, Flammarion-Père Castor, 2011-2021
  - Le Slip de bain our les pires vacances de ma vie, 2011
  - Le Slip de bain et les meilleures pires histoires de ma vie, 2021

- Qui quoi qui[13], Actes Sud junior, 2014-2017
  - Qui quoi qui, 2014
  - Qui quoi où ?, 2015
  -  Qui quoi quoi, 2016
  -  Qui quoi quoi qui, 2017

- Les Quiquoi[14], texte de Laurent Rivelaygue, Actes Sud junior, 2015-2024
  - Les Quiquoi et l’étrange maison qui n’en finit pas de grandir, 2015
  - Les Quiquoi et l'étrange sorcière tombée du ciel, 2016
  - Les Quiquoi et l'étrange attaque du coup de soleil géant, 2017
  -  Les Quiquoi et le bonhomme de neige qui ne voulait pas fondre, 2017
  - Les Quiquoi et le chien moche dont personne ne veut, 2018
  - Les Quiquoi et le petit chaperon jaune avec des bandes réfléchissantes pour qu'on la voie dans la nuit, 2019
  - Les Quiquoi et le concours de déguisements qui risque de tourner à la catastrophe, 2021
  - Les Quiquoi et la véritable histoire d'halloween (à peu près), 2022
  - Les Quiquoi et le Curupira, 2023
  - Les Quiquoi et la ruée vers l'or'', 2024

- C'est mon arbre[15], L'École des loisirs, coll. « Pastel », 2019
  - C'est mon arbre[16], 2019
  - Un peu beaucoup, 2020
  - J'aurais voulu, 2021
  - Un meilleur meilleur ami, 2023
  - Est-ce qu'il dort ?, 2024
  - Cette série a également donné lieu à l'édition d'un jeu de société, illustré par Olivier Tallec : C'est mon jeu ! (2022)[17]

- Lulu et Coin-Coin, texte de Clare Helen Welsh, Père Castor, 2019
  1. Quel malpoli !, 2019
  2. Quel égoïste !, 2020

- Dagfrid, texte de Agnès Mathieu-Daudé, L'École des loisirs, coll. « Mouche », 2020-2023
  - Dagfrid : Des brioches sur les oreilles[18] de 2020
  - Dagfrid : À Thor et à travers, 2020
  - Dagfrid et compagnie, 2021
  - Dagfrid : À poils, 2022
  - Dagfrid : Le Mal du pays, 2023

### One-shots
- Anton et la musique cubaine, texte d'Emmanuel Viau, Gallimard Jeunesse, coll. « Musiques d'ailleurs », livre et CD, 1998
- Zoo, texte de Michel Butor, Rue du Monde, coll. « Petits géants », 2000
- La Sieste des mamans, texte d’Agnès Bertron, Flammarion-Pere Castor, 2000
- Mon copain a volé, de Valentine Goby, Autrement jeunesse, coll. « Français d'ailleurs », 2001
- L’Île aux étoiles, texte d’Anne Tardy, Desclée De Brouwer, coll. « Clé », 2001
- Noël dans le ciel, texte d’Olivier Tallec, Desclée De Brouwer, coll. « Clé », 2001
- L’Abécédire, texte d’Alain Serres, Rue du Monde, 2001
- Ito ou la vengeance du samouraï, texte de Evelyne Reberg,  éditions Albin Michel Jeunesse, coll. « Petits contes de sagesse », 2001
- Mon copain a volé, texte de Anne de La Roche-Saint-André, Brigitte Ventrillon et Franck Pavloff, Autrement, coll. « Autrement junior Société », 2001
- Salade de comptines, texte d’Alain Serres, Rue du Monde, 2002
- Préhistorique, texte de Françoise Kerisel, Desclée De Brouwer, 2002
- La Devise de ma République, texte d’Alain Serres, Rue du Monde, 2002
- Chansons de France, vol. 1 et vol. 2, Gallimard Jeunesse, coll. « Éveil musical », livre et CD, 2002 et 2003
- L’Imagier de ma journée, Gallimard Jeunesse, coll. « Éveil musical », livre et CD, 2003
- Le Plus Féroce des loups, texte de Sylvie Poillevé, Flammarion-Père Castor, 2003
- Loup Tambour et Lulu Majorette, de Sylvie Rouch, Autrement jeunesse, 2003
- La Sorcière du bout de la rue, texte de Jarmila Kurucova, Bilboquet-Valbert, 2003
- Oh la la Lola, texte de Clotilde Bernos, Rue du Monde, 2003
- Belle de nuit, texte de Blandine Lathuillière, Casterman, 2003
- Ma maman ourse est partie, texte de René Gouichoux, Flammarion-Pere Castor, 2003
- J’suis pas à la mode ! texte de Sarah K., Flammarion-Pere Castor, 2002
- Sur les traces des Arabes et de l’Islam, texte de Youssef Seddik, Gallimard Jeunesse, coll. « Sur les traces de… », 2004
- Noëls du monde, texte de Sylviane Degunst, Flammarion-Pere Castor, 2004
- Il faudra, texte de Thierry Lenain, Sarbacane, 2004 ; et diverses rééditions, ainsi que chez d'autres éditeurs
- Gustave est un arbre, texte de Claire Babin, Adam Biro 2004
- Pendant la Seconde Guerre mondiale, texte de Yaël Hassan, illustré avec Nicolas Wintz, Gallimard Jeunesse, coll. « Le journal d'un enfant », 2005
- Le Carnaval des animaux, textes de Carl Norac, d'après l'œuvre homonyme de Camille Saint-Saëns ; Sébastien Dutrieux, voix ; orchestre du Théâtre royal de la Monnaie de Bruxelles ; dir. Alexander Winterson, Sarbacane, 2005 - livre-disque
- Ceci est un poème qui guérit les poissons, texte de Jean-Pierre Siméon, Rue du monde, coll. « Petits géants », 2005[19]
- Poucette de Toulaba, texte de Daniel Picouly, Rue du monde, 2006
- Dans la rue, texte de Xavier Emmanuelli et Clémentine Frémontier, Le Baron perché, 2006
- Mercredi à la librairie, texte de Sylvie Neeman, Sarbacane, 2007
- Charlepogne et Poilenfrac, texte de Roland Fuentès, Le Baron perché, 2007
- Maintenant[20], texte de Alain Serres, Rue du monde, 2007
- Le Rêve de Jacek, de Valentine Goby, Autrement jeunesse, coll. « Français d'ailleurs », 2007
- Le Cahier de Leïla, de Valentine Goby, Autrement jeunesse, coll. « Français d'ailleurs », 2008
- Adama ou la vie en 3D, de Valentine Goby, Autrement jeunesse, coll. « Français d'ailleurs », 2008
- La Croûte[21], texte de Charlotte Moundlic, Flammarion-Père Castor, 2009
- Negrinha, scénario de Jean Christophe Camus, Gallimard jeunesse, coll. « Bayou », 2009
- Les Grands Soldats, scénario de Laurent Rivelaygue, Gallimard jeunesse, coll. « Bayou », 2010
- Pas de pitié pour les baskets, texte de Joy Sorman, Hélium, 2010
- Pierre et le Loup, Prokofiev, texte lu par Bernard Giraudeau, Gallimard jeunesse, livre et CD, 2010
- Waterlo & Trafalgar, Flammarion-Père Castor, 2012
- Michka, texte de Marie Colmont, Flammarion-Père Castor, 2012
- Mon cœur en miettes, texte de Charlotte Moundlic, Flammarion-Père Castor, 2012
- Jérôme par cœur[22], texte de Thomas Scotto, Actes Sud junior, 2009 ; rééd. 2015
- Kevin et les extra-terrestres, texte de Laurent Rivelaygue, 2013
- Marlaguette, texte de Marie Colmont, Flammarion-Père Castor, 2013
- La Boum ou la plus mauvaise idée de ma vie, texte de Charlotte Moundlic, Flammarion-Père Castor, 2014
- Moi devant, texte de Nadine Brun-Cosme, Flammarion-Père Castor, 2015 -  Prix jeunesse des libraires du Québec 2016
- Bonne journée[5], Rue de Sèvres, 2014
- Louis 1er, Roi des Moutons[23], Flammarion-Père Castor, 2014 - Prix Landerneau Jeunesse 2014
- Blob l’animal le plus laid du monde, texte de Joy Sorman, Actes Sud Junior, 2015
- Bonne Continuation, Rue de Sèvres, 2016
- Qu'est-ce qu'elle a donc, cette Joconde ?, avec Vincent Delieuvin, Actes Sud Jeunesse, 2016
- (en) This Book Will not be Fun, de Cirocco Dunlap, Penguin Random House (États-Unis), 2017
- J'en rêvais depuis longtemps[24],[25], Actes Sud junior, 2018
- Je reviens vers vous, Rue de Sèvres, 2018
- (en) Drew Daywalt, « The Fort », Cake & Monkey, Scholastic (États-Unis), 2018
- (en) Drew Daywalt, « The box », Cake & Monkey, Scholastic (États-Unis), 2018
- AbécéBêtes[26], Actes Sud junior, 2019
- Moby Dick de Herman Melville, L'École des loisirs, coll. « Illustres Classiques », 2020
- Le Roi et Rien, L'École des loisirs, 2022
- Tout seuls[27], texte de Charlotte Moundlic, L'École des loisirs, coll. « Mouche », 2022
- Mon petit frère est une pastèque, avec Laurent Rivelaygue, L'École des loisirs, 2023

## Adaptations de son œuvre
Sa série jeunesse Rita et Machin, qu'il a illustrée sur des textes de Jean-Philippe Arrou-Vignod est adaptée :
- en une série télévisée franco-japonaise d'animation Rita et Machin, diffusée au Japon sur NHK et en France sur France 5 en 2012[2]
- au cinéma, en février 2019, dans Les Aventures de Rita et Machin, une série d'animation franco-japonaise de 10 courts métrages, réalisée par Pon Kozutsumi et Jun Takagi[3].

### Articles et interviews
- Patricia Filon, « Oliver Tallec. Un illustrateur engagé », Page des libraires, octobre 2007, p. 22-23
- Sylvie Neeman, « Olivier Tallec », entretien, Parole (Institut Suisse Jeunesse et Média), n°08/03, 2008, p. 2-4
- « Notre invité : Olivier Tallec », Ricochet, 19 mai 2009, lire en ligne (consulté le 15 août 2022)
- Marie Lallouet, « Olivier Tallec en Amérique », La Revue des livres pour enfants, no 304,‎ décembre 2018, p. 150-151 (lire en ligne [PDF])